# Amstrad CPC
Amstrad CPCは、1980年代後半から1990年代前半にかけてイギリスのアムストラッドによって製造された、8ビットホームコンピューターのシリーズである。ヨーロッパ市場で成功した。
CPCは「Color Personal Computer カラー・パーソナル・コンピューター」の頭文字である。このコンピューターを標準的なカラーディスプレイ (CTM640) 付きでも、グリーンディスプレイ (GT65/66) 付きでも購入することもできた。

## 歴史

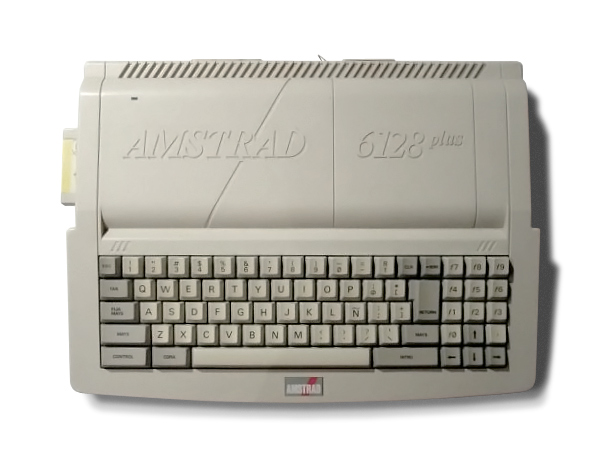
The 6128 plus（スペイン語キー配列）

1984年に発売された初代機Amstrad CPC 464は、当時イギリスで成功していたコモドール64やZX Spectrumに対抗できるようにデザインされた。完成品として売り出され、この製品にはモニターが付属しており、キーボード右側にはデータレコーダー（つまりカセットテープでデータを読み書きできる装置）が内蔵されていた。内蔵BASICはLocomotive software Ltd.によるものであり「Locomotive BASIC」と呼ばれる。この初号機はヨーロッパでヒットし300万台が売れた。CPCの変種やコピー商品はドイツでも売り出された。
CPC 464のヒットに次いでアムストラッドは、Amstrad PCWというワープロを売り出し、800万台を売った。
1985年初頭に売り出されたCPC 664にはフロッピーディスクドライブが内蔵されていた。また、1985年には1985年にはCPC 6128も売り出された。
1990年、アムストラッドは、古いCPCの後継として拡張した CPC 464 Plus と CPC 6128 Plus を発売した。このPlusはより高い性能を有する16ビットのAtari STやAmigaに敗れてしまった。

## 仕様と技術

### ハードウェア
CPU
CPCシリーズはすべてCPUにザイログZ80Aの4MHzを用いている。
メインメモリ量
64 KBのもの（CPC464, CPC664, 464plus, GX4000)と、128 KBのもの（CPC6128, 6128plus)がある。最大で576 KBまで増設できた。

### ソフトウェア
当時のほとんどのホームコンピュータと同様に、ROMにあらかじめOSとBASICインタープリタが書きこまれる形で搭載されている。BASICはen:Locomotive BASICと呼ばれるものであり、Locomotive Software社のZ80 BASICというBBC Microcomputer向けのBASICだったものを改良したものである。このBASICはビデオと音響リソースへのアクセスが容易だという特徴がある（Microsoft BASICのPOKE文を使わなければならないものよりすぐれている）。他の特徴としては、時間が関連するイベント処理でAFTERやEVERYというコマンドを使えることや、テキストベースのウィンドウ操作ができたことである。
CPC 664と6128のディスクシステムでは、デジタルリサーチのCP/Mが提供され、CPC 646ではDDI-1ディスク拡張ユニットが提供された。

### 他のプログラミング言語
Locomotive BASIC、C言語、Pascalのコンパイラを入手することも可能だった。とはいえCPCのソフトウェアはしばしばZ80のネイティブのアセンブリ言語で書かれた。CPCで一般的だったアセンブラはHisoftのDevpac、ArnorのMaxam、 (フランスでは) DAMSだった。ディスク仕様のCPC（ただしPlusは除く）には教育向けインタプリタのLOGOが同梱され、CP/M 2.2で起動できた。

## ギャラリー
- CPC 464のカラーディスプレイでのBASIC画面。
- グリーンディスプレイ GT65
- 背面。左はプリンタ接続、右はジョイスティック接続に使うポート。
- CPC6128のマザーボード
- CPC6128のフロッピーディスクドライブ
- CPCに用いられた3インチフロッピーディスク
- CPC 464（Solothurn Computer Museum展示品）

## コミュニティ
アムストラッドは、ゲームだけでなく、業務用機材も作ったことで太く長い企業生命を維持してきた。熱心なプログラマーたちはCPCレンジを使用し続け、FutureOSやSymbOSといったグラフィカルユーザインタフェースを備えたオペレーティングシステムまでもが開発された。インターネット上ではCPCが世界中のフォーラムやニュース、ハードウェア、ソフトウェア、プログラミング、ゲームの分野で名前が挙がっていることを示すサイトがいくつかあった。CPCの公式誌Amstrad Computer User,、独立系のAmstrad Action、 Amtix!、 Computing with the Amstrad CPC、CPC Attack 、The Amstrad User（オーストラリア）、 Amstrad Cent Pour Cent（『Amstrad 100%』フランス）、Amstarといった雑誌がイギリス、ドイツ、フランス、スペイン、デンマーク、オーストラリア、ギリシャといった国々で出版された。
CPCの生産終了後、アムストラッドは、改変せずなおかつアムストラッドが著作権を保持していることを明記したうえでCPCのロムを配信してもよいとした。